# Giorgio Arlorio
Giorgio Arlorio (né à Turin le 27 février 1929  et mort à Rome le  25 juillet 2019) est un scénariste et réalisateur italien. 

## Biographie
Né à Turin, Giorgio  Arlorio a commencé sa carrière en 1951 en tant qu'assistant réalisateur de Pietro Germi, Mario Soldati et Michelangelo Antonioni. Entre les années 1960 et les 1970 il collabore avec Gillo Pontecorvo et Carlo Lizzani, avec qui il a co-écrit certains films. Il a également réalisé des documentaires politiques. 
Pendant de nombreuses années, Giorgio Arlorio a enseigné la scénarisation au Centro sperimentale di cinematografia.
Giorgio Arlorio est mort chez lui à Rome le 25 juillet 2019, à l'âge de 90 ans.

## Filmographie partielle

### Scénariste
- 1959 : Esterina de Carlo Lizzani
- 1960 : Chacun son alibi (Crimen) de Mario Camerini
- 1960 : Mobby Jackson de Renato Dall'Ara
- 1961 : Macaronis dans le désert (Pastasciutta nel deserto) de Carlo Ludovico Bragaglia
- 1962 :  La Flèche d'or (L'arciere delle mille e una notte) d'Antonio Margheriti
- 1963 : Le Jour le plus court (Il giorno più corto) de Sergio Corbucci
- 1967 : Jeux d'adultes (Il padre di famiglia) de Nanni Loy
- 1967 : Arabella de Mauro Bolognini
- 1968 : El mercenario de Sergio Corbucci
- 1969 : Queimada de Gillo Pontecorvo
- 1971 : Oceano de Folco Quilici (documentaire)
- 1975 : Zorro de Duccio Tessari
- 1977 : La paga del sabato (mini série télé, 2 épisodes)
- 1979 : Opération Ogre (Ogro) de Gillo Pontecorvo
- 1979 : La patata bollente de Steno
- 1984 : Cent Jours à Palerme (Cento giorni a Palermo) de Giuseppe Ferrara
- 1984 : Et la vie continue (...e la vita continua) de Dino Risi (mini série télé, 8 épisodes)
- 1988 : I giorni del commissario Ambrosio de Sergio Corbucci
- 1992 : 7 criminali e un bassotto d'Eugene Levy
- 1998 : Le complici d'Emanuela Piovano
- 2011 : Scossa, de Ugo Gregoretti, Carlo Lizzani, Citto Maselli et Nino Russo

### Réalisateur
- 1964 : L'Italia con Togliatti (court-métrage)
- 1984 : L'addio a Enrico Berlinguer (documentaire)
- 1995 : Roma dodici novembre 1994 (court-métrage)
- 2001 : Un altro mondo è possibile (documentaire)
- 2002 : La primavera del 2002 - L'Italia protesta, l'Italia si ferma' (vidéo-documentaire)

### Acteur
- 1967 : Les Subversifs (I Sovversivi) de Paolo et Vittorio Taviani
- 1968 : La bambolona de Franco Giraldi
- 1969 : Il rapporto de Lionello Massobrio